# Lycaenopsis haraldus
Lycaenopsis haraldus is een vlinder uit de familie van de Lycaenidae. De wetenschappelijke naam van de soort is voor het eerst als Papilio haraldus gepubliceerd in 1787 door Johan Christian Fabricius.

## Verspreiding
De soort komt voor in Thailand, Vietnam, Borneo en Indonesië (Belitung).

## Ondersoorten
- Lycaenopsis haraldus haraldus (Fabricius, 1797)
  - = Lycaenopsis ananga C. & R. Felder, 1865
- Lycaenopsis haraldus cornuta (Druce, 1873)
  - = Cupido cornuta Druce, 1873
- Lycaenopsis haraldus renonga Riley, 1932
- Lycaenopsis haraldus annamitica Eliot & Kawazoé, 1983
- Lycaenopsis haraldus mayaangelae Takanami, 1990